# Championnat du monde junior féminin de handball
Le championnat du monde junior féminin de handball réunit tous les deux ans environ les meilleures équipes nationales féminines junior (moins de 20 ans) de handball.
L'appellation de la compétition en anglais est Women's Junior (U20) World Championship.
La France, vainqueur de son premier titre en 2024, est le tenant du titre.

## Bilan
| Rang  | Nation             | Médaille d'or, monde | Médaille d'argent, monde | Médaille de bronze, monde | Total |
| ----- | ------------------ | -------------------- | ------------------------ | ------------------------- | ----- |
| 1     | Russie(/)          | 11                   | 5                        | 0                         | 16    |
| 2     | Danemark           | 2                    | 3                        | 3                         | 8     |
| 3     | Norvège            | 2                    | 2                        | 2                         | 6     |
| 4     | Roumanie           | 2                    | 0                        | 3                         | 5     |
| 5     | Hongrie            | 1                    | 4                        | 1                         | 6     |
| 6     | Corée du Sud       | 1                    | 3                        | 5                         | 9     |
| 7     | Serbie (/)         | 1                    | 1                        | 1                         | 3     |
| 8     | France             | 1                    | 1                        | 0                         | 2     |
| 9     | Allemagne          | 1                    | 0                        | 2                         | 3     |
| 10    | Suède              | 1                    | 0                        | 0                         | 1     |
| 11    | Allemagne de l'Est | 0                    | 2                        | 1                         | 3     |
| 12    | Bulgarie           | 0                    | 1                        | 1                         | 2     |
| 13    | Lituanie           | 0                    | 1                        | 0                         | 1     |
| 14    | Pays-Bas           | 0                    | 0                        | 2                         | 2     |
| 15    | Macédoine          | 0                    | 0                        | 1                         | 1     |
| 15    | Pologne            | 0                    | 0                        | 1                         | 1     |
| Total | Total              | 23                   | 23                       | 23                        | 72    |

## Palmarès détaillé
| 1977 (en) | Roumanie           | Yougoslavie                                            | 16 – 13ap                                              | Union soviétique                                       | Roumanie                                               | 16 – 15a2p                                             | Allemagne de l'Est                                     |
| 1979 (en) | Yougoslavie        | Union soviétique                                       | TTR                                                    | Allemagne de l'Est                                     | Yougoslavie                                            | TTR                                                    | Hongrie                                                |
| 1981 (en) | Canada             | Union soviétique                                       | TTR                                                    | Yougoslavie                                            | Allemagne de l'Ouest                                   | TTR                                                    | Corée du Sud                                           |
| 1983      | France             | Union soviétique                                       | 22 – 17                                                | Allemagne de l'Est                                     | Corée du Sud                                           | 26 – 23                                                | Yougoslavie                                            |
| 1985 (en) | Corée du Sud       | Union soviétique                                       | 27 – 24                                                | Corée du Sud                                           | Pologne                                                | 30 – 29a2p                                             | Allemagne de l'Est                                     |
| 1987 (en) | Danemark           | Union soviétique                                       | 24 – 15                                                | Danemark                                               | Allemagne de l'Est                                     | 27 – 23                                                | Corée du Sud                                           |
| 1989 (en) | Nigeria            | Union soviétique                                       | 26 – 23                                                | Corée du Sud                                           | Bulgarie                                               | 27 – 18                                                | Yougoslavie                                            |
| 1991 (en) | France             | Union soviétique                                       | 26 – 25                                                | Corée du Sud                                           | Danemark                                               | 25 – 18                                                | Suède                                                  |
| 1993 (da) | Bulgarie           | Russie                                                 | 24 – 17                                                | Bulgarie                                               | Corée du Sud                                           | 28 – 27                                                | Danemark                                               |
| 1995 (da) | Brésil             | Roumanie                                               | 28 – 24                                                | Danemark                                               | Norvège                                                | 26 – 24                                                | Corée du Sud                                           |
| 1997 (da) | Côte d'Ivoire      | Danemark                                               | 29 – 26                                                | Russie                                                 | Roumanie                                               | 27 – 26                                                | Norvège                                                |
| 1999      | Chine              | Roumanie                                               | 25 – 20                                                | Lituanie                                               | Danemark                                               | 25 – 20                                                | Hongrie                                                |
| 2001      | Hongrie            | Russie                                                 | 29 – 27                                                | Hongrie                                                | Allemagne                                              | 26 – 22                                                | Espagne                                                |
| 2003      | Macédoine          | Russie                                                 | 26 – 24                                                | Hongrie                                                | Norvège                                                | 35 – 30                                                | Croatie                                                |
| 2005      | République tchèque | Russie                                                 | 30 – 25                                                | Norvège                                                | Corée du Sud                                           | 28 – 23                                                | Hongrie                                                |
| 2008      | Macédoine          | Allemagne                                              | 23 – 22                                                | Danemark                                               | Corée du Sud                                           | 29 – 22                                                | Espagne                                                |
| 2010      | Corée du Sud       | Norvège                                                | 30 – 21                                                | Russie                                                 | Monténégro                                             | 24 – 23                                                | Corée du Sud                                           |
| 2012      | République tchèque | Suède                                                  | 29 – 22                                                | France                                                 | Hongrie                                                | 26 – 24                                                | Serbie                                                 |
| 2014      | Croatie            | Corée du Sud                                           | 34 – 27                                                | Russie                                                 | Danemark                                               | 21 – 20                                                | Allemagne                                              |
| 2016      | Russie             | Danemark                                               | 32 – 28ap                                              | Russie                                                 | Roumanie                                               | 26 – 25                                                | Allemagne                                              |
| 2018      | Hongrie            | Hongrie                                                | 28 – 22                                                | Norvège                                                | Corée du Sud                                           | 29 – 27                                                | Russie                                                 |
| 2020      | Roumanie           | Reporté puis annulé à cause de la pandémie de Covid-19 | Reporté puis annulé à cause de la pandémie de Covid-19 | Reporté puis annulé à cause de la pandémie de Covid-19 | Reporté puis annulé à cause de la pandémie de Covid-19 | Reporté puis annulé à cause de la pandémie de Covid-19 | Reporté puis annulé à cause de la pandémie de Covid-19 |
| 2022 (en) | Slovénie           | Norvège                                                | 31 – 29                                                | Hongrie                                                | Pays-Bas                                               | 31 – 20                                                | Suède                                                  |
| 2024 (en) | Macédoine du Nord  | France                                                 | 29 – 26                                                | Hongrie                                                | Pays-Bas                                               | 34 – 28                                                | Danemark                                               |